# Бибертре
Бибертре (фр. Bubertré) насеље је и општина у северној Француској у региону Доња Нормандија, у департману Орн која припада префектури Мортањ о Перш.
По подацима из 2011. године у општини је живело 142 становника, а густина насељености је износила 10,35 становника/km². Општина се простире на површини од 13,72 km². Налази се на средњој надморској висини од 301 метар (максималној 311 m, а минималној 211 m).

## Демографија
| 1962. | 1968. | 1975. | 1982. | 1990. | 1999. | 2011. |
| ----- | ----- | ----- | ----- | ----- | ----- | ----- |
| 135   | 167   | 149   | 117   | 115   | 146   | 142   |

График промене броја становника у току последњих година